# SStB Seraing
Az SStB SERAING egy tehervonati gőzmozdony volt a Südliche Staatsbahn-nál (SStB). A mozdonyt az 1851 évi Semmering-versenyre  építette a Cockerill Seraing-ben. További három mozdony vett még részt  a Semmeringbahn versenyen, a BAVARIA, a SERAING  és a VINDOBONA.
A SERAING egy  négytengelyes gőzmozdony négy gőzhengerrel, melyek közül kettőt egy kéttengelyes forgóvázra szereltek. A kazán tulajdonképpen két hátoldalával összetett kazán, két különálló tűzszekrénnyel, két fűtőcső rendszerrel és két kéménnyel. A hengerek a kereten belül lettek elhelyezve. A kazán oldalánál volt elhelyezve a víztartály, a szenet pedig egy kis kéttengelyes szerkocsin vitte magával. A futási próbák során a mozdony teljesítménye megfelelt az előírtnak és végül a harmadik helyen végzett. Az állam 9000 (arany)dukátért vásárolta meg.
A kazán azonban nem volt képes elég száraz gőzt termelni. A gőzvezetékek megfelelő mozgékonysága nem volt biztosított, sűrűn problémák jelentkeztek vele.
A fenti hiányosságok miatt  a mozdonyt hamarosan leállították, majd selejtezték. A konstrukciós elv azonban tovább élt a Farlei-mozdonyokban.

## Fordítás
- Ez a szócikk részben vagy egészben  a   SStB – SERAING című német Wikipédia-szócikk fordításán alapul.  Az eredeti cikk szerkesztőit annak laptörténete sorolja fel. Ez a jelzés csupán a megfogalmazás eredetét és a szerzői jogokat jelzi, nem szolgál a cikkben szereplő információk forrásmegjelöléseként. - Az eredeti szócikk forrásai szintén ott találhatóak.